# Argyractis lophosomalis
Argyractis lophosomalis là một loài bướm đêm trong họ Crambidae.